# Sint-Janskapel (Leenderstrijp)
De Sint-Janskapel is een kapel op een heuvel in Leenderstrijp in de gemeente Heeze-Leende en in de Nederlandse provincie Noord-Brabant. De kapel op de kapelberg staat ten noordwesten van de plaats aan het einde van een bomenlaantje, bereikbaar vanaf de Kapelstraat.
Ten noorden van de kapel staat de Heimolen.
De kapel is een rijksmonument.

## Geschiedenis
In de 15e eeuw bevond zich op deze plaats een grotere kapel. Deze deed aan de meeste kerken niet onder. Ze was gewijd aan Sint-Jan de Doper.
Na 1648 raakte de kapel in verval doordat het katholieke geloof verboden was en katholieke kerken en kapellen gesloten werden als gevolg van de Vrede van Münster. Men kerkte sindsdien in schuilkerken of kapellen die net over de grens lagen.
Rond 1840 was er weer godsdienstvrijheid en werd de bouwval van de kapel opgeruimd. Op de plaats van de ruïne werd in 1843 een nieuwe kapel gebouwd.
De heuvel is ontstaan omdat de resten van de vorige kapel zich nog hier in bevinden, en omdat vervolgens de omgeving ontzand is.
In 1973 en 1999 werd de kapel gerestaureerd.

## Opbouw
De bakstenen kapel heeft een eenvoudige opzet, gedekt door een zadeldak, met twee topgevels en aan de achterzijde (westen) een rechthoekige apsis. In de kapel bevindt zich een keramieken replica van een ontvreemde zestiende-eeuwse houten schotel met daarop een St. Janshoofd.